# Božidar Petrović
Božidar «Boško» Petrović (Bela Palanka, 7 d'abril de 1911 – Villanueva de la Cañada, 12 de juliol de 1937) va ser un futbolista professional i as de l'aviació iugoslau a la Guerra Civil espanyola.

## Biografia
Boško Petrović va néixer a Bela Palanka, al Regne de Sèrbia, el 1911. Després d'acabar els estudis secundaris, va estudiar Dret a la Universitat de Belgrad. Mentre era estudiant, Petrović va començar el 1932 la seva carrera futbolística professional al Fudbalski Klub Vojvodina. El 1934 va jugar breument al Sportski Klub Jugoslavija abans d'incorporar-se l'OFK Beograd, el club de futbol més exitós a la Iugoslàvia de preguerra. Aquell mateix any va formar part de la selecció nacional de futbol de Iugoslàvia jugant un partit a París contra la selecció amfitriona. Va ser en aquella època que es va unir a la llavors il·legal Partit Comunista de Iugoslàvia. Després de graduar-se a la universitat, Petrović es va unir a la Força Aèria Reial Iugoslava i va ser destinat a Novi Sad per a formar-se com a pilot. Va aprofitar un viatge a París el 1936 amb el seu equip de futbol per a provar nous avions, inclòs el Hawker Fury. Juntament amb la llegenda del futbol Milutin Ivković, organitzà el boicot als Jocs Olímpics de Berlín de 1936 i coedità Mladost, el periòdic de les joventuts comunistes de Belgrad.
En esclatar la Guerra Civil espanyola, Petrović va optar per unir-se a la lluita antifeixista a favor del govern de la Segona República i es va dirigir a Espanya juntament amb el seu amic Sreten Dudić amb el malnom de «Fernández García», que era el nom que constava al passaport fals fet a una impremta clandestina a Belgrad. A la seva arribada, es va unir les Forces Aèries republicanes i ambdós pilots van rebre un entrenament de 26 dies a Albacete abans de ser enviats al front. Després, van ser assignats al Grup André Malraux, equipats amb un Breguet 19, en la defensa costanera de la Base Aèria de Manises.
Després de participar en múltiples combats, incloses la batalla de Madrid i Brunete, Petrović va ser assassinat el 12 de juliol de 1937, el mateix dia que se es va acreditar la seva cinquena victòria. Poc després de la seva mort, el seu germà Dobre va arribar a Algete i va ocupar el seu lloc a l'esquadra operant al front d'Aragó.
Un cop els comunistes es van imposar a Iugoslàvia després de la Segona Guerra Mundial, el govern va homenatjar Petrović anomenant diversos carrers amb el seu nom i dedicant-li una placa a l'Estadi Partizan el 1959.